# Фаридабад
Фаридабад (на хинди: फरीदाबाद; на английски: Faridabad) е най-големият град в щата Харяна, Индия с население 1 414 050 души (2011 г.). Феридабад се намира на 25 км от столицата Делхи. Градът е основан през 1607 година от Шейх Фарид, от който произлиза и името му.